# 毛豇豆
毛豇豆（学名：Vigna pilosa）为豆科豇豆属的植物。分布在马来西亚、印度、菲律宾、台湾岛等地，一般生于干旱的灌丛中，目前尚未由人工引种栽培。